# Giv'at Sasgon
Giv'at Sasgon (hebrejsky: גבעת ססגון) je vrch o nadmořské výšce 292 metrů v jižním Izraeli, v pohoří Harej Ejlat.
Nachází se cca 27 kilometrů severně od města Ejlat, 1 kilometr západně od vesnice Elifaz a cca 5 kilometrů západně od mezistátní hranice mezi Izraelem a Jordánskem. Má podobu výrazného odlesněného skalního masivu, jehož svahy spadají do hlubokých údolí, jimiž protékají vádí. Zejména jde o údolí vádí Nachal Timna na jižní straně (kde se rozevírá údolí Timna s archeologickými památkami) a Nachal Mangan a Nachal Sasgon na straně severní . Krajina v okolí hory je členěna četnými skalnatými vrchy. Na západě jsou to Cukej Timna a Har Michrot, na jihu Har Timna. Pouze na východní straně se terén svažuje do příkopové propadliny vádí al-Araba, kterou prochází dálnice číslo 90. Okolí hory je turisticky využíváno. Vede tudy Izraelská stezka.